# Boris Henn

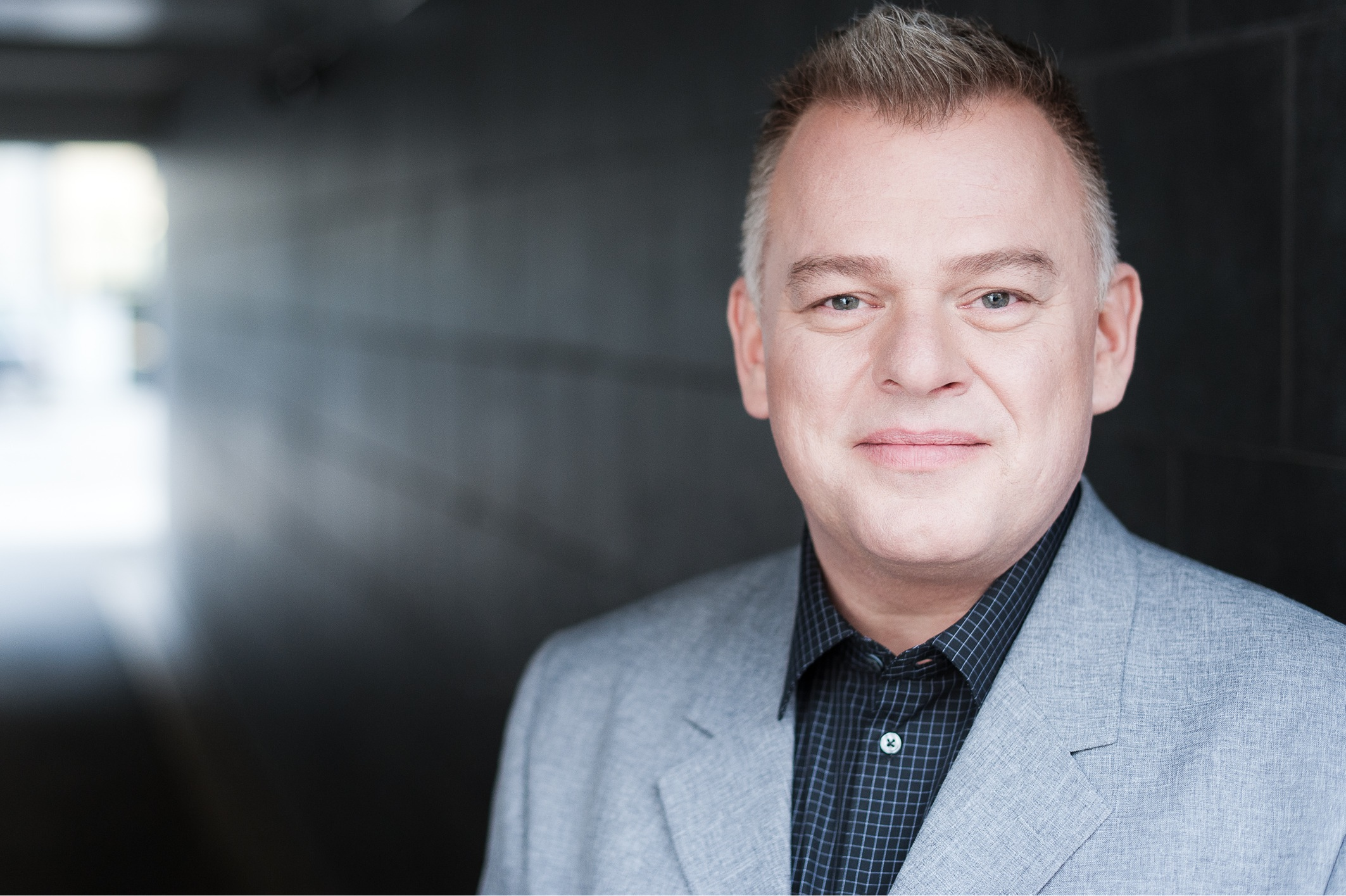
Boris Henn (2011)

Boris Henn (* 24. Mai 1967 in Pinneberg) ist ein deutscher Moderator, Journalist und Fernsehproduzent mit eigener Produktionsfirma, der henn-tv mit Sitz in Köln.

## Leben
Boris Henn absolvierte nach dem Abitur 1986 an der Julius-Leber-Schule in Hamburg seinen Zivildienst an der Paracelsus-Klinik in Henstedt-Ulzburg. Während dieser Zeit arbeitete er bereits als freier Mitarbeiter für den NDR-Jugendfunk in Hamburg und Radio Schleswig-Holstein in Kiel.
Seine journalistische Ausbildung absolvierte er bei Radio Hamburg. Im Volontariat arbeitete er unter anderem als Polizeireporter, berichtete als Korrespondent von der ersten freien Volkskammerwahl in der DDR aus Ost-Berlin und den „Zwei plus Vier-Konsultationen“ zur Deutschen Einheit in Bonn und reiste für eine mehrwöchige Expedition durch die algerische Sahara. Später moderierte er samstags beim Hamburger Jugendsender OK Radio die Vormittagsshow.
Nach vier Jahren beim Hörfunk wechselte Boris Henn 1994 zu RTL Nord und arbeitete dort als Redakteur, Reporter und Moderator, sowie als Korrespondent für RTL News. Anschließend ging er für RTL nach Köln und war dort an der Entwicklung des Promi-Magazins „Exclusiv“ beteiligt. Dann wechselte er zum täglichen RTL-Magazin „Explosiv“; zunächst als Chef vom Dienst, dann als stellvertretender Redaktionsleiter und später als Redaktionsleiter. Deutschlandweit bekannt wurde er durch die Moderation von „Explosiv“ und „Explosiv Weekend“.
Im Sommer 1999 machte Henn sich als TV-Produzent, Berater und Moderator mit seiner Produktionsfirma henn-tv selbstständig.
Für die Kölner Produktionsfirma AZ Media war er maßgeblich an der Entwicklung und Produktion des RTL-Magazins „anders trend“, das er auch moderierte, beteiligt. Außerdem wirkte er bei der Konzeption der Sendung „gaywatch“ mit und moderierte das Format, das beim Kölner Sender VOX ausgestrahlt wurde.
2001 ging Henn als Executive Producer in die USA, um für den Fernsehsender ProSieben von der Oscar-Verleihung zu berichten. Er war als Produzent für die TV-Übertragung der Oscars in Deutschland und die gesamte Oscar-Berichterstattung auf ProSieben und Sat.1 tätig. Danach blieb er in den Vereinigten Staaten und produzierte dort Beiträge für die Magazin-Sendungen „Blitz“ (Sat.1) sowie „taff“ und „SAM“ (ProSieben) sowie „Brisant“ (MDR/ARD) und arbeitete für verschiedene US-Sender, wie etwa den „Learning channel“.
Nach der Rückkehr nach Deutschland war Boris Henn mit seiner Produktionsfirma henn-tv als freiberuflicher TV-Produzent und Autor tätig. Er war maßgeblich an der Entwicklung von TV-Formaten für das Internet beteiligt. Für den Internetdienstleister AOL entwickelte Henn mehrere Webcast-Formate und produzierte und moderierte die Politik-Sendung „Talk am Millerntor“, die zuvor von Ole von Beust bzw. Roger Willemsen präsentiert worden war. Als erster Webcast-Journalist interviewte Henn in einer Live-Sendung von AOL direkt aus dem Berliner Bundeskanzleramt den damaligen Bundeskanzler Gerhard Schröder.
Für den deutsch-französischen TV-Sender arte berichtete Henn mehrfach von den Berliner Filmfestspielen und war als Chef vom Dienst bei der Berliner TV-Produktion „maz und movie“ für das tägliche Berlinale-Magazin von arte tätig.
Für Hans Meisers Produktionsfirma CreaTV in Hürth war Boris Henn in der Formatentwicklung, als Autor und Redaktionsleiter tätig. Hier entwickelte und verantwortete er unter anderem Formate wie „Simply Relax“ (VOX), „Living at home mit Nina Ruge“ (3Sat/ZDF) und „Mein Garten“ (RTL).
Von Herbst 2005 bis Ende 2010 war Henn für Günther Jauchs Firma i&u TV in Köln tätig. Er entwickelte und leitete die Sendungen „V – Die Verbrauchershow“ mit Marco Schreyl und „Einspruch - die Show der Rechtsirrtümer“ mit Andrea Kiewel (beide RTL) und war Chef vom Dienst für das RTL-Magazin „stern TV“ sowie Executive Producer für „Natürlich Steffens“ (ZDF).
Seit 2002 lehrt er als Dozent an der RTL Journalistenschule für TV und Multimedia in Köln und an der Akademie für Publizistik in Hamburg.
2011 arbeitete er wieder freiberuflich für seine Firma henn-tv fernsehproduktion als Coach, Berater und TV-Produzent.
Anfang 2012 kehrte Henn nach 13 Jahren zu RTL zurück und war bis Sommer 2014 dort als Executive Producer in der Unterhaltungsabteilung des Senders unter anderem für Formate wie „Deutschland sucht den Superstar“ (DSDS) zuständig.
Ab Herbst 2014 war er maßgeblich am Aufbau der Online-TV-Senders doppioTV in Berlin beteiligt, wo er als stellvertretender Redaktionsleiter und Executive Producer tätig war. Er moderierte das tägliche Lifestyle-Magazin doppioTV auf dem Schweizer TV-Kanal TV 24 und war als Autor von Reportagen und Berichten tätig.
Boris Henn war von Mai 2012 bis zu dessen Tod im Oktober 2019 mit dem Journalisten und Krimibuchautor Jörg Böhm verheiratet. Das Paar lebte in der Nähe von Hamburg.